# Sławomir Letkiewicz
Sławomir Letkiewicz (ur. 1960) – polski urolog, dr hab. nauk medycznych, profesor nadzwyczajny Górnośląskiej Wyższej Szkoły Handlowej im. Wojciecha Korfantego w Katowicach, Katedry Nauk o Zdrowiu i Fizjoterapii dziekan Collegium Medicum im. dr. Władysława Biegańskiego Uniwersytetu Jana Długosza w Częstochowie. 

## Życiorys
W 1985 ukończył studia medyczne w Śląskiej Akademii Medycznej w Katowicach, 22 czerwca 1995 obronił pracę doktorską Wyniki skojarzonego leczenia przewlekłego bakteryjnego zapalenia gruczołu krokowego w zakresie nauk medycznych, a 28 marca 2006 uzyskał doktorat za pracę pt. Etyka buntu Fryderyka Nietzchego a etyka prostomyślności nauk humanistycznych. 26 listopada 2014 habilitował się na podstawie pracy zatytułowanej Terapia fagowa antybiotyoopornych zakażeń bakteryjnych jako eksperyment leczniczy – aspekty etyczne. 
Objął funkcję profesora nadzwyczajnego w Katedrze Nauk o Zdrowiu i Fizjoterapii na  Collegium Medicum im. dr. Władysława Biegańskiego Uniwersytetu Jana Długosza w Częstochowie oraz w Górnośląskiej Wyższej Szkole Handlowej im. Wojciecha Korfantego w Katowicach.
Piastuje stanowisko specjalisty inżynieryjnego i technicznego w Instytucie Immunologii i Terapii Doświadczalnej im. Ludwika Hirszfelda Polskiej Akademii Nauk.